# فلافيو ألفارو
فلافيو ألفارو (بالإنجليزية: Flavio Alfaro)‏ هو لاعب كرة قاعدة أمريكي، ولد في 26 أكتوبر 1961.

## وصلات خارجية
- فلافيو ألفارو على موقعبيزبول رفرنس.كوم (الدوري الثانوي) (الإنجليزية)
- فلافيو ألفارو على موقع أوليمبيديا (الإنجليزية)